# Ganga namaqua
Pterocles namaqua
Espèce
Statut de conservation UICN

 LC  : Préoccupation mineure
Le Ganga namaqua (Pterocles namaqua) est une espèce d'oiseaux d’Afrique australe appartenant à la famille des Pteroclidae.

## Nidification
Contrairement à la plupart des espèces aviennes, cet oiseau doit rafraîchir ses œufs pour qu'ils éclosent en raison des températures extrêmement élevées des régions qu'il fréquente.
Le mâle ébroue son ventre dans les points d'eau, que ses plumes retiennent jusqu'au nid souvent distant de 30 km, où les oisillons peuvent ainsi se désaltérer,.